# Sardanapals död
Sardanapals död (franska: Mort de Sardanapale) är en oljemålning av den franske konstnären Eugène Delacroix. Den målades 1827 och är sedan 1921 utställd på Louvren i Paris. 
Delacroix ställde ut målningen på salongen i Paris 1827–1828 där den väckte både uppmärksamhet och kritik eftersom den tydligt bröt mot det rådande nyklassicistiska idealet och banade väg för romantiken. Inför försäljningen av verket 1846 målade Delacroix 1844 en mindre kopia (74 x 82 cm) som idag ingår i Philadelphia Museum of Art samlingar. 

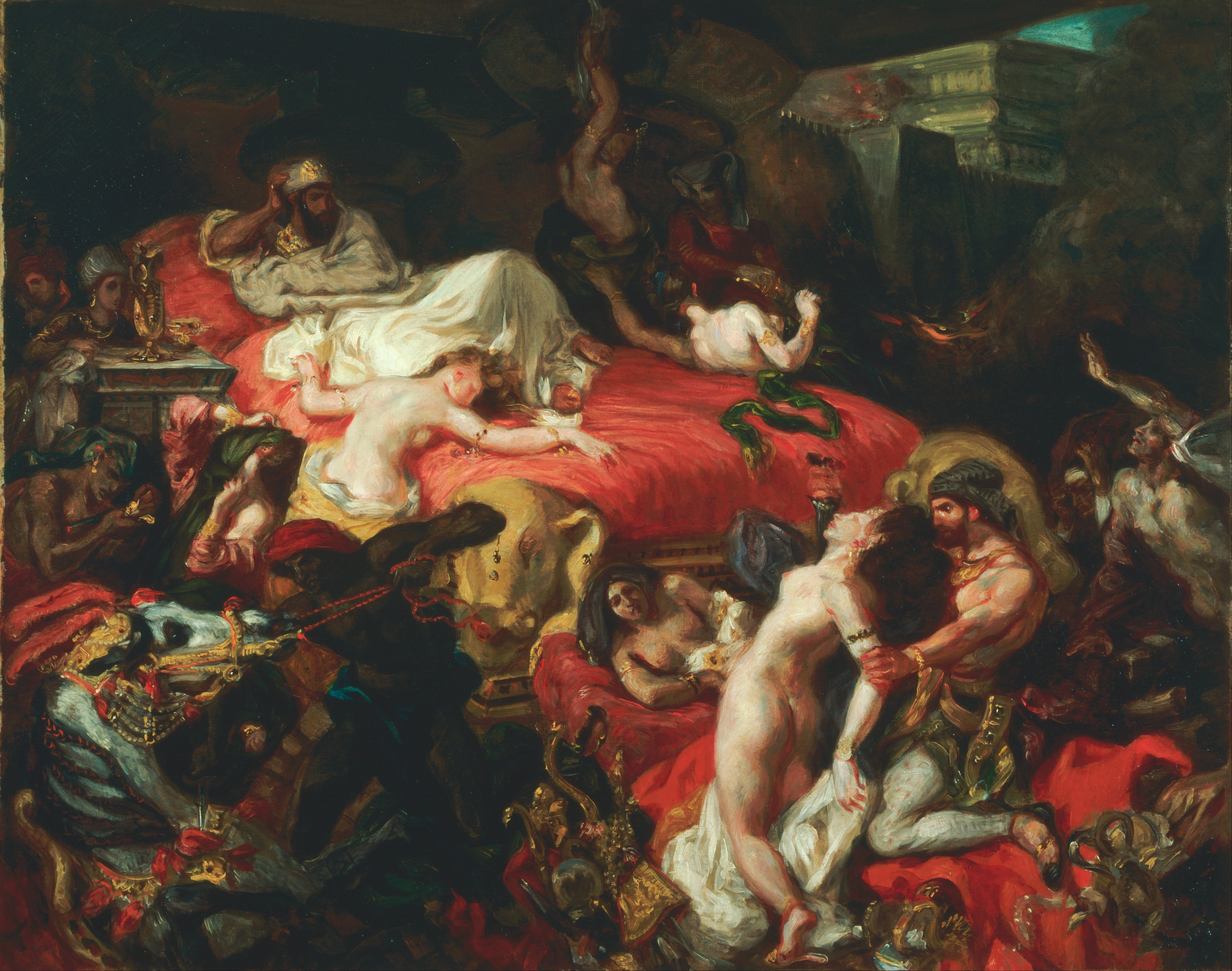
Philadelphiaversionen från 1844.

Sardanapalus nämns av den antika grekiske historikern Diodorus; namnet tros vara en förvrängning av Assurbanipal som var storkonung av Assyrien cirka 668–627 f.Kr. Diodorus beskrev Sardanapalus som dekadent och utsvävande. Efter ett uppror mot honom inneslöts han i det belägrade Nineve av fientliga arméer. Då beslöt han att alla som stod honom nära, till exempel hans fruar, hästar och hundar, skulle dö och att hans palats med alla luxuösa föremål skulle brännas. I verkligheten var Assurbanipal en mäktig och välutbildad kung. Till grund för historien ligger möjligen broderns, Shamash-shum-ukin, uppror mot Assurbanipal. Detta avslutades dock med seger för Assurbanipal efter en lång belägringen av Babylon.
Lord Byron skrev 1821 en dikt om Sardanapalus som låg till grund för såväl Delacroix målning som kompositören Hector Berlioz kantat La Mort de Sardanapale (1830) samt Franz Liszt opera Sardanapale (1845–1852, aldrig slutförd). 